# Jüdische Gemeinde Mühlbach
Die Entstehung der Jüdischen Gemeinde in Mühlbach, heute ein Teilort von Eppingen im Landkreis Heilbronn in Baden-Württemberg, geht  auf das 18. Jahrhundert zurück. 

## Geschichte
Im Jahr 1714 werden erstmals zwei jüdische Familien am Ort genannt. Da die Stadt Eppingen 1365 Niedermühlbach und 1372 Obermühlbach erwarb, konnte sie bestimmen, wann und wo sich auf dem Stadtgebiet Juden niederlassen durften.
In dem bis 1803 zur Kurpfalz gehörenden Ort Mühlbach, erst 1810 von Eppingen selbstständig geworden, bestand eine eigenständige jüdische Gemeinde von 1827 bis 1855. Danach war diese bis zu ihrer Auflösung am 18. Februar 1885 eine Teilgemeinde der jüdischen Gemeinde Eppingen. Das 19. Jahrhundert brachte in kleinen Schritten die vollständige Emanzipation der jüdischen Mitbürger, die in Baden 1862 vollendet war.
Die jüdische Gemeinde wurde 1827 dem Rabbinatsbezirk Sinsheim und ab 1877 dem Bezirksrabbinat Bretten zugeteilt. Wie in allen vergleichbaren ländlichen Gemeinden war die höchste Zahl jüdischer Einwohner in der Mitte des 19. Jahrhunderts erreicht, und zwar 1864 mit 36 Personen.  Im Jahr 1925 lebten nur noch 14 jüdische Bürger in Mühlbach.

## Gemeindeentwicklung
| Jahr | Gemeindemitglieder |
| ---- | ------------------ |
| 1714 | 2 Familien         |
| 1771 | 8 Personen         |
| 1815 | 4 Familien         |
| 1854 | 6 Familien         |

## Synagoge
Die nach badischem Recht sich konstituierende jüdische Gemeinde Mühlbach kaufte 1854 ein Wohnhaus an der Hauptstraße, um durch Umbau daraus die erste Synagoge entstehen zu lassen. Wie auch andernorts üblich wurden zuvor die gemeinsamen Gebete in Privathäusern abgehalten. Da in relativ kurzer Zeit sich die Zahl der Gemeindemitglieder durch Aus- und Abwanderung stark verringerte, wurde 1884, ein Jahr vor der  Auflösung der jüdischen Gemeinde, das Haus der Synagoge wieder verkauft. Bereits ab etwa 1873 besuchten die in Mühlbach lebenden jüdischen Einwohner die neu erbaute Synagoge in Eppingen.

## Familien Fleischer
Die Toten der jüdischen Gemeinde wurden zunächst auf dem weit entfernten jüdischen Friedhof in Oberöwisheim und seit 1820 auf dem neu geschaffenen jüdischen Friedhof in Eppingen beigesetzt. Von den 31 aus Mühlbach stammenden Toten auf dem jüdischen Bezirksfriedhof in Eppingen heißen 21 Fleischer.